# Volp-Höhlen
Koordinaten: 43° 1′ 56″ N, 1° 12′ 8″ O
Die Volp-Höhlen sind drei der wohl am besten erhaltenen Steinzeithöhlen Frankreichs der frankokantabrischen Höhlenkunst. Sie befinden sich in der Gemeinde Montesquieu-Avantès im Département Ariège, auf den Besitzungen des Grafen Robert Bégouën am Flüsschen Volp. Die Höhlen sind seit ihrer Entdeckung 1912/14 nicht für die Öffentlichkeit zugänglich, da sonst ähnlich wie z. B. bei der Höhle von Lascaux, so die Auffassung der Familie des Grafen, die äußerst zerbrechlichen Artefakte, Malereien, Gravuren und Skulpturen zerstört würden.
Die drei Volp-Höhlen sind:
- Höhle von Tuc d’Audoubert (Grotte du Tuc d'Audoubert, auch „Tuc-Höhle“, unberührt, 1912)
- Drei-Brüder-Höhle (Grotte des Trois-Frères, unberührt, 1914)
- Höhle von Enlène (Grotte d'Enlène)

## Forschungen
- Andreas Pastoors, Archäologe vom Neanderthal Museum in Mettmann; s. Lebenslauf Andreas Pastoors

- Deutsche Forschungsgemeinschaft

Französische Höhlenkunstexperten:
- Jean Clottes, Carole Fritz und Gilles Tosello